# Jennifer Granholm
Jennifer Mulhern Granholm, née le 5 février 1959 à Vancouver (Canada), est une femme politique américaine. Membre du Parti démocrate, elle est procureure générale, de 1999 à 2003, puis gouverneure du Michigan entre 2003 et 2011.
Elle est secrétaire à l'Énergie des États-Unis dans l'administration du président Joe Biden de 2021 à 2025.

## Biographie

### Enfance et études
Jennifer Granholm naît le 5 février 1959 dans une famille catholique de Vancouver, ville canadienne située dans la province de Colombie-Britannique. Son grand-père, qui a immigré au Canada dans les années 1930, était originaire de Suède, tout comme sa grand-mère.
Sa famille immigre en Californie lorsqu'elle a quatre ans. Elle grandit à Anaheim, San Jose et San Carlos. Jeune adulte, elle tente sans succès de se lancer dans une carrière d’actrice à Hollywood. Elle devient citoyenne des États-Unis à l'âge de vingt-et-un ans et s'implique dès 1980 dans la campagne de John Anderson, candidat indépendant à l'élection présidentielle.

### Carrière dans le système judiciaire
Diplômée en science politique et en langue française de l'université de Californie à Berkeley et en droit de l'université Harvard, elle commença sa carrière professionnelle auprès du juge Damon Keith de la sixième cour d'appel du pays.
En 1990, Jennifer Granholm devint procureur fédéral à Détroit, dans le Michigan. En 1998, elle est élue procureur général du Michigan, se focalisant surtout sur la protection des citoyens et des consommateurs. Après les attentats du 11 septembre 2001, elle réunit les agences de l'État pour favoriser le travail en commun contre le terrorisme. Elle imposa également une réglementation aux distributeurs d'essence pour éviter les augmentations intempestives du prix du carburant.

### Carrière politique
En novembre 2002, Jennifer Granholm est élue gouverneure du Michigan en battant le lieutenant-gouverneur républicain Dick Posthumus (en). Le 1er janvier 2003, elle est investie dans ses fonctions, héritant d'un déficit budgétaire considérable qu'elle dut gérer avec un congrès local dominé par les républicains. 
En décembre 2005, avec un taux d'approbation de 41 % — contre 54 % d'opinions négatives —, elle n'arrivait qu'en 41e position en termes de popularité parmi les cinquante gouverneurs du pays, ex æquo avec Rod Blagojevich, gouverneur de l'Illinois et Ruth Ann Minner, gouverneur du Delaware.
En novembre 2006, elle est réélue avec 56 % des suffrages face au candidat républicain Dick DeVos (en) (42 %).
En décembre 2020, elle est choisie pour occuper le poste de secrétaire à l'Énergie des États-Unis au sein du futur cabinet du président élu Joe Biden. Elle est confirmée par le Sénat le 25 février 2021.

### Vie personnelle
Depuis 1986, elle est mariée à Daniel Mulhern, un avocat de Détroit, avec lequel elle a trois enfants.
En 1978, elle a participé à l'émission télévisée The Dating Game.

## Positions politiques
Politiquement centriste au sein du Parti démocrate, Jennifer Granholm rejoint en 2019 un lobby pro-israélien constitué par des personnalités du parti.

## Distinctions
- Commandeur première classe de l'ordre royal de l'Étoile polaire